# Душан Влајић
Душан Влајић (Шабац, 29. август 1911 — Жарково, 20. јун 1945) био је српски сликар и архитекта.

## Биографија
Душан Влајић је рођен у Шапцу где је завршио основну школу и гимназију, а на Архитектонском одсеку Техничког факултета у Београду је диломирао 1934. Сликарство је учио у приватној школи нашег понатог сликара Јована Бијелића. Огледао се у техникама: цртеж, акварел, темпера, пастел и уље, а сликао је портрете и пејсаже. За време Другог светског рата је био у немачком заробљеништву у официрском логору Оснабрик, где се посветио уметничком раду. Непосредно по изласку из логора преминуо је од последица болести добијене у логору.
Први пут је излагао на Јесењој изложби у Београду 1935. године, а посмртна изложба му је организована у Београду и Паризу 1952. Велики број његових предратних дела је изгорело приликом бомбрадовања Београда 1941. и 1944. године, а многа дела настала током рата у заробљеништву настрадала су у бомбардовању логора 1944. Преживела дела се чувају у Музеју савремене уметности, Народном музеју у Београду, Музеју Југославије као и у другим јавним и приватним колекцијама. Припадао је уметничкој групи „Десеторо” са којом је излагао.

## Сликарска група „Десеторо“
Сликарска група „Десеторо“ је заједнички излагала 1940. године у Београду и Загребу. Групу су сачињавали: Даница Антић, Боривој Грујић, Никола Граовац, Душан Влајић, Миливој Николајевић, Јурица Рибар, Љубица Сокић, Стојан Трумић, Алекса Челебоновић и Богдан Шупут. Иако по свом саставу хетерогена, група се састојала од 2 жене и 8 мушкараца, било је ту академских сликара, интелектуалаца са факултетским образовањем, али и сликара по вокацији, припадали су разним друштвеним слојевима од радништва, интелегенције до буржоазије. Заједничко овој групи је било то, што су сви били сликари и ђаци Јована Бијелића. Неки од ових уметника су страдали у Другом светском рату, а они који су преживели били су значајни ликовни ствараоци у послератном периоду.

## Галерија
- Душан Влајић: Цртеж
- Душан Влајић: Предео (1935.)
- Душан Влајић: Младић - акварел
- Душан Влајић: Лешкарење-цртеж у тушу